# Liga de Campeones de la UEFA 2014-15
La Liga de Campeones de la UEFA 2014-15 fue la 60.ª edición de la competición. Se disputó desde el 1 de julio de 2014 hasta el 6 de junio de 2015. La final se jugó en el Estadio Olímpico de Berlín, Alemania y el FC Barcelona se coronó campeón de Europa por quinta vez en su historia tras vencer a la Juventus por 3-1. La Juventus se convirtió en el equipo con más subcampeonatos de la competición, con 6 segundos puestos, tras eliminar al vigente campeón Real Madrid en semifinales.

## Estadio de la final
El Estadio Olímpico de Berlín, escenario de eventos deportivos como los Juegos Olímpicos de 1936 y el Mundial de fútbol de 1974 y 2006 albergó por primera vez una final de la Liga de Campeones. Fue la primera vez que la capital alemana celebró una final de tal competición.

## Distribución de equipos por asociaciones
Un total de 77 equipos participaron en la Liga de Campeones 2014–15, procedentes de las 53 asociaciones de la UEFA con competición propia de liga (Liechtenstein está excluido de la lista de acceso). Las plazas se distribuyeron entre las asociaciones de acuerdo a sus Coeficientes UEFA de la temporada 2012-2013, el cual recoge todas las participaciones de los equipos en competiciones europeas desde la temporada 2008-09 hasta la 2012-2013.

### Clasificación de las Asociaciones de la UEFA
| Posición | Asociación      | Coef.  | Equipos |
| -------- | --------------- | ------ | ------- |
| 1        | España          | 88 025 | 4       |
| 2        | Inglaterra      | 82 963 | 4       |
| 3        | Alemania        | 79 614 | 4       |
| 4        | Italia          | 64 147 | 3       |
| 5        | Portugal        | 59 168 | 3       |
| 6        | Francia         | 59 000 | 3       |
| 7        | Ucrania         | 49 758 | 2       |
| 8        | Rusia           | 46 332 | 2       |
| 9        | Países Bajos    | 44 729 | 2       |
| 10       | Turquía         | 34 500 | 2       |
| 11       | Bélgica         | 34 400 | 2       |
| 12       | Grecia          | 34 000 | 2       |
| 13       | Suiza           | 28 925 | 2       |
| 14       | Chipre          | 26 833 | 2       |
| 15       | Dinamarca       | 25 700 | 2       |
| 16       | Austria         | 25 375 | 1       |
| 17       | República Checa | 23 725 | 1       |
| 18       | Rumania         | 23 024 | 1       |

| Posición | Asociación           | Coef.  | Equipos |
| -------- | -------------------- | ------ | ------- |
| 19       | Israel               | 22 875 | 1       |
| 20       | Bielorrusia          | 20 875 | 1       |
| 21       | Polonia              | 20 750 | 1       |
| 22       | Croacia              | 19 583 | 1       |
| 23       | Suecia               | 15 625 | 1       |
| 24       | Escocia              | 15 191 | 1       |
| 25       | Serbia               | 14 625 | 1       |
| 26       | Eslovaquia           | 14 208 | 1       |
| 27       | Noruega              | 14 175 | 1       |
| 28       | Bulgaria             | 12 250 | 1       |
| 29       | Hungría              | 11 750 | 1       |
| 30       | Eslovenia            | 9708   | 1       |
| 31       | Georgia              | 9166   | 1       |
| 32       | Azerbaiyán           | 8541   | 1       |
| 33       | Finlandia            | 8508   | 1       |
| 34       | Bosnia y Herzegovina | 7833   | 1       |
| 35       | Moldavia             | 7666   | 1       |
| 36       | Irlanda              | 7375   | 1       |

| Posición | Asociación        | Coef. | Equipos |
| -------- | ----------------- | ----- | ------- |
| 37       | Lituania          | 6500  | 1       |
| 38       | Kazajistán        | 5958  | 1       |
| 39       | Letonia           | 5791  | 1       |
| 40       | Islandia          | 5416  | 1       |
| 41       | Montenegro        | 5250  | 1       |
| 42       | Macedonia         | 5250  | 1       |
| 43       | Albania           | 4166  | 1       |
| 44       | Malta             | 3958  | 1       |
| 45       | Liechtenstein     | 3500  | 0       |
| 46       | Luxemburgo        | 3375  | 1       |
| 47       | Irlanda del Norte | 3083  | 1       |
| 48       | Gales             | 2583  | 1       |
| 49       | Estonia           | 2208  | 1       |
| 50       | Armenia           | 1750  | 1       |
| 51       | Islas Feroe       | 1583  | 1       |
| 52       | San Marino        | 0,666 | 1       |
| 53       | Andorra           | 0,500 | 1       |
| 54       | Gibraltar         | 0,000 | 1       |

- Al equipo ganador de la Liga de Campeones, se le otorgará el privilegio de defender su título en el caso de que no se hubiesen clasificado para la competición en función de su posición en la liga doméstica. No obstante, existió hasta esta edición una restricción de equipos participantes en la Liga de Campeones, a través de la cual no se permitió la participación de más de cuatro equipos procedentes de una misma asociación, por lo que en caso de pertenecer a una de las tres primeras asociaciones del ranking la participación del cuarto equipo de una de estas asociaciones estuvo sujeta a que el campeón de la edición anterior no pertenezca a una de estas.

### Distribución
|                                            |                                            | Equipos que entran en esta fase | Equipos que provienen de la fase anterior                                                      |
| ------------------------------------------ | ------------------------------------------ | --- | ---------------------------------------------------------------------------------------------- |
| Primera Fase de Clasificación (6 equipos)  | Primera Fase de Clasificación (6 equipos)  | - 6 campeones de las asociaciones 49–54                                                                                                 |                                                                                                |
| Segunda Fase de Clasificación (34 equipos) | Segunda Fase de Clasificación (34 equipos) | - 31 campeones de las asociaciones 17–48 (excluyendo Liechtenstein)                                                                     | - 3 ganadores de la Primera Fase de Clasificación                                              |
| Tercera Fase de Clasificación              | Campeones (20 equipos)                     | - 3 campeones de las asociaciones 14–16                                                                                                 | - 17 ganadores de la Segunda Fase de Clasificación                                             |
| Tercera Fase de Clasificación              | No Campeones (10 equipos)                  | - 9 subcampeones de las asociaciones 7–15 - 1 tercero de la asociación 6                                                                |                                                                                                |
| Play-off                                   | Campeones (10 equipos)                     | | - 10 ganadores de la Tercera Fase de Clasificación de Campeones                                |
| Play-off                                   | No Campeones (10 equipos)                  | - 2 terceros de las asociaciones 4 y 5 - 3 cuartos de las asociaciones 1–3                                                              | - 5 ganadores de la Tercera Fase de Clasificación de No Campeones                              |
| Fase de grupos (32 equipos)                | Fase de grupos (32 equipos)                | - Campeón vigente - 13 campeones de las asociaciones 1–13 - 6 subcampeones de las asociaciones 1–6 - 3 terceros de las asociaciones 1–3 | - 5 ganadores de la eliminatoria de Campeones - 5 ganadores de la eliminatoria de No Campeones |
| Eliminatorias Directas (16 equipos)        | Eliminatorias Directas (16 equipos)        | | - 8 primeros de grupo - 8 segundos de grupo                                                    |

La distribución está sujeta a las consecuentes modificaciones derivadas del campeón de la edición anterior.

## Equipos
Las posiciones de los equipos en sus respectivas ligas se muestra entre paréntesis.
Cambios respecto a la temporada anterior
- Tras dos temporadas el campeón de la liga de Dinamarca pierde el acceso directo a la fase de grupos en favor del campeón de la liga de Suiza.
- Los campeones de la liga de Turquía (Fenerbahçe)[1]y de la liga de Serbia (Estrella Roja de Belgrado)[2]no pudieron competir en esta edición por estar cumpliendo una sanción de la UEFA. Ocuparon sus puestos los segundos clasificado de dichas ligas.

| Fase de grupos                | Fase de grupos              | Fase de grupos              | Fase de grupos         |
| ----------------------------- | --------------------------- | --------------------------- | ---------------------- |
| Real Madrid (3.º + CV)        | Bayern Múnich (1.º)         | Sporting de Lisboa (2.º)    | Galatasaray (2.°)      |
| Atlético de Madrid (1.º)      | Borussia Dortmund (2.º)     | París Saint-Germain (1.º)   | Anderlecht (1.º)       |
| Barcelona (2.º)               | Schalke 04 (3.º)            | Mónaco (2.º)                | Olympiacos (1.º)       |
| Manchester City (1.º)         | Juventus (1.º)              | Shakhtar Donetsk (1.º)      | Basilea (1.º)          |
| Liverpool (2.º)               | Roma (2.º)                  | CSKA Moscú (1.º)            |                        |
| Chelsea (3.º)                 | Benfica (1.º)               | Ajax (1.º)                  |                        |
| Play-off                      |                             |                             |                        |
| Campeones                     | No campeones                | No campeones                | No campeones           |
|                               | Athletic Club (4.º)         | Porto (3.º)                 |                        |
| Arsenal (4.º)                 | Napoli (3.º)                |                             |                        |
| Bayer Leverkusen (4.º)        |                             |                             |                        |
| Tercera ronda previa          |                             |                             |                        |
| Campeones                     | No campeones                | No campeones                | No campeones           |
| APOEL Nicosia (1.º)           | Lille (3.º)                 | Beşiktaş (3.º)              | AEL Limassol (2.º)     |
| Aalborg Boldspilklub (1.º)    | Dnipro Dnipropetrovsk (2.º) | Standard Lieja (2.º)        | Copenhague (2.º)       |
| Red Bull Salzburgo (1.º)      | Zenit San Petersburgo (2.º) | Panathinaikos (2.º)         |                        |
|                               | Feyenoord (2.º)             | Grasshoppers (2.º)          |                        |
| Segunda ronda previa          |                             |                             |                        |
| Sparta Praga (1.º)            | Partizán (2.º)              | HJK (1.º)                   | Sutjeska Nikšić (1.º)  |
| Steaua de Bucarest (1.º)      | Slovan Bratislava (1.º)     | Zrinjski Mostar (1.º)       | Rabotnički (1.º)       |
| Maccabi Tel Aviv (1.º)        | Strømsgodset (1.º)          | Sheriff Tiraspol (1.º)      | Skënderbeu Korçë (1.º) |
| BATE Borisov (1.º)            | Ludogorets Razgrad (1.º)    | St Patrick's Athletic (1.º) | Valletta (1.º)         |
| Legia Varsovia (1.º)          | Debreceni (1.°)             | Žalgiris Vilnius (1.º)      | F91 Dudelange (1.º)    |
| Dinamo Zagreb (1.º)           | Maribor (1.º)               | Aktobe (1.º)                | Cliftonville (1.º)     |
| Malmö (1.º)                   | Dinamo Tbilisi (1.º)        | Ventspils (1.º)             | The New Saints (1.º)   |
| Celtic (1.º)                  | Qarabağ (1.º)               | KR Reykjavík (1.º)          |                        |
| Primera fase de clasificación |                             |                             |                        |
| Levadia Tallinn (1.º)         | HB Tórshavn (1.º)           | FC Santa Coloma (1.º)       |                        |
| Banants (1.º)                 | La Fiorita (1.º)            | Lincoln Red Imps (1.º)      |                        |

Notas:

1. ↑  Francia (MON): Mónaco es un club que se encuentra en el Principado de Mónaco (que no es miembro UEFA), pero participa en la competición a través de uno de los cupos que da Francia (cualquier punto que el equipo obtenga será añadido al total de Francia).

## Calendario
El calendario de la competición es el siguiente:
Todos los sorteos se llevarán a cabo en la sede de la UEFA en Nyon, Suiza a menos que se indique lo contrario.
| Fase                   | Ronda                | Día de sorteo                 | Ida                                                           | Vuelta                                                        |
| ---------------------- | -------------------- | ----------------------------- | ------------------------------------------------------------- | ------------------------------------------------------------- |
| Clasificación          | Primera ronda previa | 23 de junio de 2014           | 1–2 de julio de 2014                                          | 8–9 de julio de 2014                                          |
| Clasificación          | Segunda ronda previa | 23 de junio de 2014           | 15–16 de julio de 2014                                        | 22–23 de julio de 2014                                        |
| Clasificación          | Tercera ronda previa | 18 de julio de 2014           | 29–30 de julio de 2014                                        | 5–6 de agosto de 2014                                         |
| Play-off               | Cuarta ronda previa  | 8 de agosto de 2014           | 19–20 de agosto de 2014                                       | 26–27 de agosto de 2014                                       |
| Fase de grupos         | Fecha 1              | 28 de agosto de 2014 (Mónaco) | 16–17 de septiembre de 2014                                   | 16–17 de septiembre de 2014                                   |
| Fase de grupos         | Fecha 2              | 28 de agosto de 2014 (Mónaco) | 30 septiembre–1 de octubre de 2014                            | 30 septiembre–1 de octubre de 2014                            |
| Fase de grupos         | Fecha 3              | 28 de agosto de 2014 (Mónaco) | 21–22 de octubre de 2014                                      | 21–22 de octubre de 2014                                      |
| Fase de grupos         | Fecha 4              | 28 de agosto de 2014 (Mónaco) | 4–5 de noviembre de 2014                                      | 4–5 de noviembre de 2014                                      |
| Fase de grupos         | Fecha 5              | 28 de agosto de 2014 (Mónaco) | 25–26 de noviembre de 2014                                    | 25–26 de noviembre de 2014                                    |
| Fase de grupos         | Fecha 6              | 28 de agosto de 2014 (Mónaco) | 9–10 de diciembre de 2014                                     | 9–10 de diciembre de 2014                                     |
| Eliminatorias directas | Octavos de final     | 15 de diciembre de 2014       | 17–18 y 24–25 de febrero de 2015                              | 10–11 y 17–18 de marzo de 2015                                |
| Eliminatorias directas | Cuartos de final     | 20 de marzo de 2015           | 14–15 de abril de 2015                                        | 21–22 de abril de 2015                                        |
| Eliminatorias directas | Semifinales          | 24 de abril de 2015           | 5–6 de mayo de 2015                                           | 12–13 de mayo de 2015                                         |
| Eliminatorias directas | Final                | 24 de abril de 2015           | 6 de junio de 2015 en el Estadio Olímpico de Berlín, Alemania | 6 de junio de 2015 en el Estadio Olímpico de Berlín, Alemania |

## Rondas previas

### Primera ronda previa
Participaron los campeones de las 6 ligas con el coeficiente UEFA más bajo del año 2013. El sorteo tuvo lugar el 23 de junio de 2014; la ida de las eliminatorias se disputó el 1 y 2 de julio, mientras que la vuelta se jugó el 8 y 9 de julio.
| Equipo local ida | Resultado | Equipo visitante ida | Ida   | Vuelta |
| ---------------- | --------- | -------------------- | ----- | ------ |
| FC Santa Coloma  | (v) 3:3   | FC Banants           | 1 - 0 | 2 - 3  |
| Lincoln Red Imps | 3:6       | HB Tórshavn          | 1 - 1 | 2 - 5  |
| La Fiorita       | 0:8       | Levadia Tallinn      | 0 - 1 | 0 - 7  |

### Segunda ronda previa
El sorteo de la segunda ronda tuvo lugar nada más celebrarse el de la 1.ª ronda. Los 31 equipos campeones de las ligas clasificadas entre las posiciones 17 y 48 (ambas inclusive, y excluyendo a Liechtenstein, carente de una competición propia de liga) del ranking de coeficientes UEFA de 2013 participaron en esta ronda, a los que se le sumaron los tres clasificados de la ronda anterior. La ida de las eliminatorias se disputó el 15 y el 16 de julio, mientras que la vuelta se jugó el 22 y el 23 de julio.
| Equipo local ida   | Resultado | Equipo visitante ida  | Ida   | Vuelta |
| ------------------ | --------- | --------------------- | ----- | ------ |
| BATE Borisov       | (v) 1:1   | Skënderbeu Korçë      | 0 - 0 | 1 - 1  |
| FC Santa Coloma    | 0:3       | Maccabi Tel Aviv      | 0 - 1 | 0 - 2  |
| Sheriff Tiraspol   | 5:0       | Sutjeska Nikšić       | 2 - 0 | 3 - 0  |
| Dinamo Tbilisi     | 0:4       | FC Aktobe             | 0 - 1 | 0 - 3  |
| Zrinjski Mostar    | 0:2       | NK Maribor            | 0 - 0 | 0 - 2  |
| KR Reykjavík       | 0:5       | Celtic                | 0 - 1 | 0 - 4  |
| Sparta Praga       | 8:1       | Levadia Tallinn       | 7 - 0 | 1 - 1  |
| Partizán           | 6:1       | HB Tórshavn           | 3 - 0 | 3 - 1  |
| Malmo              | 1:0       | FK Ventspils          | 0 - 0 | 1 - 0  |
| Slovan Bratislava  | 3:0       | The New Saints        | 1 - 0 | 2 - 0  |
| Cliftonville       | 0:2       | Debreceni SC          | 0 - 0 | 0 - 2  |
| Legia Varsovia     | 6:1       | St Patrick's Athletic | 1 - 1 | 5 - 0  |
| Rabotnički Skopje  | 1:2       | HJK Helsinki          | 0 - 0 | 1 - 2  |
| Dinamo Zagreb      | 4:0       | Žalgiris Vilnius      | 2 - 0 | 2 - 0  |
| Ludogorets Razgrad | 5:1       | F91 Dudelange         | 4 - 0 | 1 - 1  |
| Valletta           | 0:5       | Qarabağ               | 0 - 1 | 0 - 4  |
| Strømsgodset       | 0:3       | Steaua de Bucarest    | 0 - 1 | 0 - 2  |

### Tercera ronda previa

#### Tercera ronda previa para campeones de liga
Participaron los 17 ganadores de la ronda anterior junto a los campeones de las ligas clasificadas entre las posiciones 13 y 15 (ambas inclusive) del ranking de coeficientes UEFA de 2013, el sorteo se realizó el 18 de julio, los partidos de ida se jugaron el 29 y 30 de julio, mientras que los partidos de vuelta se jugaron el 5 y 6 de agosto.
| Equipo local ida   | Resultado | Equipo visitante ida | Ida   | Vuelta |
| ------------------ | --------- | -------------------- | ----- | ------ |
| Qarabağ            | 2:3       | Red Bull Salzburg    | 2 - 1 | 0 - 2  |
| Debreceni          | 2:3       | BATE Borisov         | 1 - 0 | 1 - 3  |
| Slovan Bratislava  | 2:1       | Sheriff Tiraspol     | 2 - 1 | 0 - 0  |
| Aalborg            | 2:1       | Dinamo de Zagreb     | 0 - 1 | 2 - 0  |
| Legia Varsovia     | 4:4       | Celtic               | 4 - 1 | 0 - 3* |
| Aktobe             | 3:4       | Steaua de Bucarest   | 2 - 2 | 1 - 2  |
| Maribor            | 3:2       | Maccabi Tel Aviv     | 1 - 0 | 2 - 2  |
| HJK Helsinki       | 2:4       | APOEL Nicosia        | 2 - 2 | 0 - 2  |
| Sparta Praga       | 4:4 (v)   | Malmö                | 4 - 2 | 0 - 2  |
| Ludogorets Razgrad | (v) 2:2   | Partizán             | 0 - 0 | 2 - 2  |

- Nota: El Legia Varsovia fue excluido por alineación indebida y en su lugar pasó el Celtic.[3]

#### Tercera ronda previa para no campeones de liga
Participaron los siguientes 10 equipos, pertenecientes a las ligas clasificadas entre las posiciones 6 y 15 (ambas inclusive) del ranking de coeficientes UEFA de 2013. El sorteo se realizó el 18 de julio, los partidos de ida se jugaron el 29 y 30 de julio, mientras que los partidos de vuelta se jugaron el 5 y 6 de agosto.
| Equipo local ida      | Resultado | Equipo visitante ida  | Ida   | Vuelta |
| --------------------- | --------- | --------------------- | ----- | ------ |
| AEL Limassol          | 1:3       | Zenit San Petersburgo | 1 - 0 | 0 - 3  |
| Dnipro Dnipropetrovsk | 0:2       | Copenhague            | 0 - 0 | 0 - 2  |
| Feyenoord de Róterdam | 2:5       | Beşiktaş              | 1 - 2 | 1 - 3  |
| Grasshopper           | 1:3       | Lille                 | 0 - 2 | 1 - 1  |
| Standard Lieja        | 2:1       | Panathinaikos         | 0 - 0 | 2 - 1  |

### Cuarta ronda previa (Ronda de play-off)

#### Ronda de play-off para campeones de liga
Participarán los 10 ganadores de la ronda anterior de campeones de liga. El sorteo se realizó el 8 de agosto.
| Equipo local ida   | Resultado    | Equipo visitante ida | Ida   | Vuelta |
| ------------------ | ------------ | -------------------- | ----- | ------ |
| Maribor            | 2:1          | Celtic               | 1 - 1 | 1 - 0  |
| Red Bull Salzburgo | 2:4          | Malmö                | 2 - 1 | 0 - 3  |
| Aalborg            | 1:5          | APOEL Nicosia        | 1 - 1 | 0 - 4  |
| Steaua de Bucarest | 1:1 (5-6 p.) | Ludogorets Razgrad   | 1 - 0 | 0 - 1  |
| Slovan Bratislava  | 1:4          | BATE Borisov         | 1 - 1 | 0 - 3  |

#### Ronda de play-off para no campeones de liga
Participarán los 5 ganadores de la ronda anterior de no campeones de liga junto a los que se incorporan en esta ronda. El sorteo se realizó el 8 de agosto.
| Equipo local ida | Resultado | Equipo visitante ida  | Ida   | Vuelta |
| ---------------- | --------- | --------------------- | ----- | ------ |
| Beşiktaş         | 0:1       | Arsenal               | 0 - 0 | 0 - 1  |
| Standard Lieja   | 0:4       | Zenit San Petersburgo | 0 - 1 | 0 - 3  |
| Copenhague       | 2:7       | Bayer Leverkusen      | 2 - 3 | 0 - 4  |
| Lille            | 0:3       | Porto                 | 0 - 1 | 0 - 2  |
| Napoli           | 2:4       | Athletic Club         | 1 - 1 | 1 - 3  |

## Fase de grupos
En la fase de grupos participaron los 10 equipos clasificados de la cuarta ronda previa (5 de la de campeones de liga y 5 de los no campeones de liga) junto a los siguientes 22 equipos que clasificaron de forma directa, dando un total de 32 equipos para 8 grupos (Los equipos son calificados según sus coeficientes):
- Todos los encuentros se disputan a las 20:45 CET, excepto los celebrados en Rusia que se juegan a las 18:00 CET.

| 1º bombo (Cabezas de serie)    | 2º bombo                       | 3º bombo                    | 4º bombo                    |
| ------------------------------ | ------------------------------ | --------------------------- | --------------------------- |
| Real Madrid (Campeón, 161 542) | Schalke 04 (95 328)            | Bayer Leverkusen (70 328)   | Anderlecht (50 260)         |
| Barcelona (157 542)            | Borussia Dortmund (82 328)     | Olympiacos (67 720)         | Roma (39 887)               |
| Bayern Múnich (154 328)        | Juventus (80 387)              | CSKA Moscú (66 899)         | APOEL Nicosia (37 650)      |
| Chelsea (140 949)              | París Saint-Germain (80 300)   | Ajax (61 862)               | BATE Borisov (33 725)       |
| Benfica (129 459)              | Shakhtar Donetsk (78 193)      | Liverpool (58 949)          | Ludogorets Razgrad (18 125) |
| Atlético de Madrid (119 542)   | Basilea (75 645)               | Sporting de Lisboa (58 459) | Maribor (16 200)            |
| Arsenal (112 949)              | Zenit San Petersburgo (73 899) | Galatasaray (55 340)        | Monaco (11 300)             |
| Porto (105 459)                | Manchester City (72 949)       | Athletic Club (54 542)      | Malmö (6265)                |

|  | Equipos clasificados para los Octavos de final.                              |
|  | Equipos repescados para los Dieciseisavos de final de la UEFA Europa League. |
|  | Equipos eliminados de la competición.                                        |

Debido a la Crisis en Ucrania la UEFA condicionó el sorteo de la fase de grupos para que el Shakhtar Donetsk no coincidiera en el grupo del CSKA de Moscú.

### Grupo A
| Equipo             | Pts | PJ | PG | PE | PP | GF | GC | Dif |
| ------------------ | --- | -- | -- | -- | -- | -- | -- | --- |
| Atlético de Madrid | 13  | 6  | 4  | 1  | 1  | 14 | 3  | +11 |
| Juventus           | 10  | 6  | 3  | 1  | 2  | 7  | 4  | +3  |
| Olympiacos         | 9   | 6  | 3  | 0  | 3  | 10 | 13 | -3  |
| Malmö              | 3   | 6  | 1  | 0  | 5  | 4  | 15 | -11 |

| \| Fecha \| Ciudad \| Local \| Resultado \| Visitante \| \| ------------------------ \| ---------------------------- \| ------------------ \| --------- \| ------------------ \| \| 16 de septiembre de 2014 \| Estadio Georgios Karaiskakis \| Olympiacos \| 3-2 \| Atlético de Madrid \| \| 16 de septiembre de 2014 \| Juventus Stadium \| Juventus \| 2-0 \| Malmö \| \| 1 de octubre de 2014 \| Swedbank Stadion \| Malmö \| 2-0 \| Olympiacos \| \| 1 de octubre de 2014 \| Estadio Vicente Calderón \| Atlético de Madrid \| 1-0 \| Juventus \| \| 22 de octubre de 2014 \| Estadio Vicente Calderón \| Atlético de Madrid \| 5-0 \| Malmö \| \| 22 de octubre de 2014 \| Estadio Georgios Karaiskakis \| Olympiacos \| 1-0 \| Juventus \| \| 4 de noviembre de 2014 \| Swedbank Stadion \| Malmö \| 0-2 \| Atlético de Madrid \| \| 4 de noviembre de 2014 \| Juventus Stadium \| Juventus \| 3-2 \| Olympiacos \| \| 26 de noviembre de 2014 \| Estadio Vicente Calderón \| Atlético de Madrid \| 4-0 \| Olympiacos \| \| 26 de noviembre de 2014 \| Swedbank Stadion \| Malmö \| 0-2 \| Juventus \| \| 9 de diciembre de 2014 \| Estadio Georgios Karaiskakis \| Olympiacos \| 4-2 \| Malmö \| \| 9 de diciembre de 2014 \| Juventus Stadium \| Juventus \| 0-0 \| Atlético de Madrid \| |                              |                    |           |                    |
| Fecha | Ciudad                       | Local              | Resultado | Visitante          |
| 16 de septiembre de 2014 | Estadio Georgios Karaiskakis | Olympiacos         | 3-2       | Atlético de Madrid |
| 16 de septiembre de 2014 | Juventus Stadium             | Juventus           | 2-0       | Malmö              |
| 1 de octubre de 2014 | Swedbank Stadion             | Malmö              | 2-0       | Olympiacos         |
| 1 de octubre de 2014 | Estadio Vicente Calderón     | Atlético de Madrid | 1-0       | Juventus           |
| 22 de octubre de 2014 | Estadio Vicente Calderón     | Atlético de Madrid | 5-0       | Malmö              |
| 22 de octubre de 2014 | Estadio Georgios Karaiskakis | Olympiacos         | 1-0       | Juventus           |
| 4 de noviembre de 2014 | Swedbank Stadion             | Malmö              | 0-2       | Atlético de Madrid |
| 4 de noviembre de 2014 | Juventus Stadium             | Juventus           | 3-2       | Olympiacos         |
| 26 de noviembre de 2014 | Estadio Vicente Calderón     | Atlético de Madrid | 4-0       | Olympiacos         |
| 26 de noviembre de 2014 | Swedbank Stadion             | Malmö              | 0-2       | Juventus           |
| 9 de diciembre de 2014 | Estadio Georgios Karaiskakis | Olympiacos         | 4-2       | Malmö              |
| 9 de diciembre de 2014 | Juventus Stadium             | Juventus           | 0-0       | Atlético de Madrid |

### Grupo B
| Equipo             | Pts | PJ | PG | PE | PP | GF | GC | Dif |
| ------------------ | --- | -- | -- | -- | -- | -- | -- | --- |
| Real Madrid        | 18  | 6  | 6  | 0  | 0  | 16 | 2  | +14 |
| Basilea            | 7   | 6  | 2  | 1  | 3  | 7  | 8  | -1  |
| Liverpool          | 5   | 6  | 1  | 2  | 3  | 5  | 9  | -4  |
| Ludogorets Razgrad | 4   | 6  | 1  | 1  | 4  | 5  | 14 | -9  |

| \| Fecha \| Estadio \| Local \| Resultado \| Visitante \| \| ------------------------ \| ----------------------------- \| ------------------ \| --------- \| ------------------ \| \| 16 de septiembre de 2014 \| Anfield \| Liverpool \| 2-1 \| Ludogorets Razgrad \| \| 16 de septiembre de 2014 \| Estadio Santiago Bernabéu \| Real Madrid \| 5-1 \| Basilea \| \| 1 de octubre de 2014 \| St. Jakob Park \| Basilea \| 1-0 \| Liverpool \| \| 1 de octubre de 2014 \| Estadio Nacional Vasil Levski \| Ludogorets Razgrad \| 1-2 \| Real Madrid \| \| 22 de octubre de 2014 \| Estadio Nacional Vasil Levski \| Ludogorets Razgrad \| 1-0 \| Basilea \| \| 22 de octubre de 2014 \| Anfield \| Liverpool \| 0-3 \| Real Madrid \| \| 4 de noviembre de 2014 \| St. Jakob Park \| Basilea \| 4-0 \| Ludogorets Razgrad \| \| 4 de noviembre de 2014 \| Estadio Santiago Bernabéu \| Real Madrid \| 1-0 \| Liverpool \| \| 26 de noviembre de 2014 \| Estadio Nacional Vasil Levski \| Ludogorets Razgrad \| 2-2 \| Liverpool \| \| 26 de noviembre de 2014 \| St. Jakob Park \| Basilea \| 0-1 \| Real Madrid \| \| 9 de diciembre de 2014 \| Anfield \| Liverpool \| 1-1 \| Basilea \| \| 9 de diciembre de 2014 \| Estadio Santiago Bernabéu \| Real Madrid \| 4-0 \| Ludogorets Razgrad \| |                               |                    |           |                    |
| Fecha | Estadio                       | Local              | Resultado | Visitante          |
| 16 de septiembre de 2014 | Anfield                       | Liverpool          | 2-1       | Ludogorets Razgrad |
| 16 de septiembre de 2014 | Estadio Santiago Bernabéu     | Real Madrid        | 5-1       | Basilea            |
| 1 de octubre de 2014 | St. Jakob Park                | Basilea            | 1-0       | Liverpool          |
| 1 de octubre de 2014 | Estadio Nacional Vasil Levski | Ludogorets Razgrad | 1-2       | Real Madrid        |
| 22 de octubre de 2014 | Estadio Nacional Vasil Levski | Ludogorets Razgrad | 1-0       | Basilea            |
| 22 de octubre de 2014 | Anfield                       | Liverpool          | 0-3       | Real Madrid        |
| 4 de noviembre de 2014 | St. Jakob Park                | Basilea            | 4-0       | Ludogorets Razgrad |
| 4 de noviembre de 2014 | Estadio Santiago Bernabéu     | Real Madrid        | 1-0       | Liverpool          |
| 26 de noviembre de 2014 | Estadio Nacional Vasil Levski | Ludogorets Razgrad | 2-2       | Liverpool          |
| 26 de noviembre de 2014 | St. Jakob Park                | Basilea            | 0-1       | Real Madrid        |
| 9 de diciembre de 2014 | Anfield                       | Liverpool          | 1-1       | Basilea            |
| 9 de diciembre de 2014 | Estadio Santiago Bernabéu     | Real Madrid        | 4-0       | Ludogorets Razgrad |

### Grupo C
| Equipo                | Pts | PJ | PG | PE | PP | GF | GC | Dif |
| --------------------- | --- | -- | -- | -- | -- | -- | -- | --- |
| Mónaco                | 11  | 6  | 3  | 2  | 1  | 4  | 1  | +3  |
| Bayer Leverkusen      | 10  | 6  | 3  | 1  | 2  | 7  | 4  | +3  |
| Zenit San Petersburgo | 7   | 6  | 2  | 1  | 3  | 4  | 6  | -2  |
| Benfica               | 5   | 6  | 1  | 2  | 3  | 2  | 6  | -4  |

| \| Fecha \| Estadio \| Local \| Resultado \| Visitante \| \| ------------------------ \| ----------------- \| --------------------- \| --------- \| --------------------- \| \| 16 de septiembre de 2014 \| Stade Louis II \| Mónaco \| 1-0 \| Bayer Leverkusen \| \| 16 de septiembre de 2014 \| Estádio da Luz \| Benfica \| 0-2 \| Zenit San Petersburgo \| \| 1 de octubre de 2014 \| Estadio Petrovsky \| Zenit San Petersburgo \| 0-0 \| Mónaco \| \| 1 de octubre de 2014 \| BayArena \| Bayer Leverkusen \| 3-1 \| Benfica \| \| 22 de octubre de 2014 \| BayArena \| Bayer Leverkusen \| 2-0 \| Zenit San Petersburgo \| \| 22 de octubre de 2014 \| Stade Louis II \| Mónaco \| 0-0 \| Benfica \| \| 4 de noviembre de 2014 \| Estadio Petrovsky \| Zenit San Petersburgo \| 1-2 \| Bayer Leverkusen \| \| 4 de noviembre de 2014 \| Estádio da Luz \| Benfica \| 1-0 \| Mónaco \| \| 26 de noviembre de 2014 \| Estadio Petrovsky \| Zenit San Petersburgo \| 1-0 \| Benfica \| \| 26 de noviembre de 2014 \| BayArena \| Bayer Leverkusen \| 0-1 \| Mónaco \| \| 9 de diciembre de 2014 \| Stade Louis II \| Mónaco \| 2-0 \| Zenit San Petersburgo \| \| 9 de diciembre de 2014 \| Estádio da Luz \| Benfica \| 0-0 \| Bayer Leverkusen \| |                   |                       |           |                       |
| Fecha | Estadio           | Local                 | Resultado | Visitante             |
| 16 de septiembre de 2014 | Stade Louis II    | Mónaco                | 1-0       | Bayer Leverkusen      |
| 16 de septiembre de 2014 | Estádio da Luz    | Benfica               | 0-2       | Zenit San Petersburgo |
| 1 de octubre de 2014 | Estadio Petrovsky | Zenit San Petersburgo | 0-0       | Mónaco                |
| 1 de octubre de 2014 | BayArena          | Bayer Leverkusen      | 3-1       | Benfica               |
| 22 de octubre de 2014 | BayArena          | Bayer Leverkusen      | 2-0       | Zenit San Petersburgo |
| 22 de octubre de 2014 | Stade Louis II    | Mónaco                | 0-0       | Benfica               |
| 4 de noviembre de 2014 | Estadio Petrovsky | Zenit San Petersburgo | 1-2       | Bayer Leverkusen      |
| 4 de noviembre de 2014 | Estádio da Luz    | Benfica               | 1-0       | Mónaco                |
| 26 de noviembre de 2014 | Estadio Petrovsky | Zenit San Petersburgo | 1-0       | Benfica               |
| 26 de noviembre de 2014 | BayArena          | Bayer Leverkusen      | 0-1       | Mónaco                |
| 9 de diciembre de 2014 | Stade Louis II    | Mónaco                | 2-0       | Zenit San Petersburgo |
| 9 de diciembre de 2014 | Estádio da Luz    | Benfica               | 0-0       | Bayer Leverkusen      |

### Grupo D
| Equipo            | Pts | PJ | PG | PE | PP | GF | GC | Dif |
| ----------------- | --- | -- | -- | -- | -- | -- | -- | --- |
| Borussia Dortmund | 13  | 6  | 4  | 1  | 1  | 14 | 4  | +10 |
| Arsenal           | 13  | 6  | 4  | 1  | 1  | 15 | 8  | +7  |
| Anderlecht        | 6   | 6  | 1  | 3  | 2  | 8  | 10 | -2  |
| Galatasaray       | 1   | 6  | 0  | 1  | 5  | 4  | 19 | -15 |

| \| Fecha \| Estadio \| Local \| Resultado \| Visitante \| \| ------------------------ \| ----------------------------- \| ----------------- \| --------- \| ----------------- \| \| 16 de septiembre de 2014 \| Türk Telekom Arena \| Galatasaray \| 1-1 \| Anderlecht \| \| 16 de septiembre de 2014 \| Signal Iduna Park \| Borussia Dortmund \| 2-0 \| Arsenal \| \| 1 de octubre de 2014 \| Emirates Stadium \| Arsenal \| 4-1 \| Galatasaray \| \| 1 de octubre de 2014 \| Estadio Constant Vanden Stock \| Anderlecht \| 0-3 \| Borussia Dortmund \| \| 22 de octubre de 2014 \| Estadio Constant Vanden Stock \| Anderlecht \| 1-2 \| Arsenal \| \| 22 de octubre de 2014 \| Türk Telekom Arena \| Galatasaray \| 0-4 \| Borussia Dortmund \| \| 4 de noviembre de 2014 \| Emirates Stadium \| Arsenal \| 3-3 \| Anderlecht \| \| 4 de noviembre de 2014 \| Signal Iduna Park \| Borussia Dortmund \| 4-1 \| Galatasaray \| \| 26 de noviembre de 2014 \| Estadio Constant Vanden Stock \| Anderlecht \| 2-0 \| Galatasaray \| \| 26 de noviembre de 2014 \| Emirates Stadium \| Arsenal \| 2-0 \| Borussia Dortmund \| \| 9 de diciembre de 2014 \| Türk Telekom Arena \| Galatasaray \| 1-4 \| Arsenal \| \| 9 de diciembre de 2014 \| Signal Iduna Park \| Borussia Dortmund \| 1-1 \| Anderlecht \| |                               |                   |           |                   |
| Fecha | Estadio                       | Local             | Resultado | Visitante         |
| 16 de septiembre de 2014 | Türk Telekom Arena            | Galatasaray       | 1-1       | Anderlecht        |
| 16 de septiembre de 2014 | Signal Iduna Park             | Borussia Dortmund | 2-0       | Arsenal           |
| 1 de octubre de 2014 | Emirates Stadium              | Arsenal           | 4-1       | Galatasaray       |
| 1 de octubre de 2014 | Estadio Constant Vanden Stock | Anderlecht        | 0-3       | Borussia Dortmund |
| 22 de octubre de 2014 | Estadio Constant Vanden Stock | Anderlecht        | 1-2       | Arsenal           |
| 22 de octubre de 2014 | Türk Telekom Arena            | Galatasaray       | 0-4       | Borussia Dortmund |
| 4 de noviembre de 2014 | Emirates Stadium              | Arsenal           | 3-3       | Anderlecht        |
| 4 de noviembre de 2014 | Signal Iduna Park             | Borussia Dortmund | 4-1       | Galatasaray       |
| 26 de noviembre de 2014 | Estadio Constant Vanden Stock | Anderlecht        | 2-0       | Galatasaray       |
| 26 de noviembre de 2014 | Emirates Stadium              | Arsenal           | 2-0       | Borussia Dortmund |
| 9 de diciembre de 2014 | Türk Telekom Arena            | Galatasaray       | 1-4       | Arsenal           |
| 9 de diciembre de 2014 | Signal Iduna Park             | Borussia Dortmund | 1-1       | Anderlecht        |

### Grupo E
| Equipo          | Pts | PJ | PG | PE | PP | GF | GC | Dif |
| --------------- | --- | -- | -- | -- | -- | -- | -- | --- |
| Bayern Múnich   | 15  | 6  | 5  | 0  | 1  | 16 | 4  | +12 |
| Manchester City | 8   | 6  | 2  | 2  | 2  | 9  | 8  | +1  |
| Roma            | 5   | 6  | 1  | 2  | 3  | 8  | 14 | -6  |
| CSKA Moscú      | 5   | 6  | 1  | 2  | 3  | 6  | 13 | -7  |

| \| Fecha \| Estadio \| Local \| Resultado \| Visitante \| \| ------------------------ \| ------------------------ \| --------------- \| --------- \| --------------- \| \| 17 de septiembre de 2014 \| Estadio Olímpico de Roma \| Roma \| 5-1 \| CSKA Moscú \| \| 17 de septiembre de 2014 \| Allianz Arena \| Bayern Múnich \| 1-0 \| Manchester City \| \| 30 de septiembre de 2014 \| Arena Khimki \| CSKA Moscú \| 0-1 \| Bayern Múnich \| \| 30 de septiembre de 2014 \| Etihad Stadium \| Manchester City \| 1-1 \| Roma \| \| 21 de octubre de 2014 \| Arena Khimki \| CSKA Moscú \| 2-2 \| Manchester City \| \| 21 de octubre de 2014 \| Estadio Olímpico de Roma \| Roma \| 1-7 \| Bayern Múnich \| \| 5 de noviembre de 2014 \| Etihad Stadium \| Manchester City \| 1-2 \| CSKA Moscú \| \| 5 de noviembre de 2014 \| Allianz Arena \| Bayern Múnich \| 2-0 \| Roma \| \| 25 de noviembre de 2014 \| Arena Khimki \| CSKA Moscú \| 1-1 \| Roma \| \| 25 de noviembre de 2014 \| Etihad Stadium \| Manchester City \| 3-2 \| Bayern Múnich \| \| 10 de diciembre de 2014 \| Estadio Olímpico de Roma \| Roma \| 0-2 \| Manchester City \| \| 10 de diciembre de 2014 \| Allianz Arena \| Bayern Múnich \| 3-0 \| CSKA Moscú \| |                          |                 |           |                 |
| Fecha | Estadio                  | Local           | Resultado | Visitante       |
| 17 de septiembre de 2014 | Estadio Olímpico de Roma | Roma            | 5-1       | CSKA Moscú      |
| 17 de septiembre de 2014 | Allianz Arena            | Bayern Múnich   | 1-0       | Manchester City |
| 30 de septiembre de 2014 | Arena Khimki             | CSKA Moscú      | 0-1       | Bayern Múnich   |
| 30 de septiembre de 2014 | Etihad Stadium           | Manchester City | 1-1       | Roma            |
| 21 de octubre de 2014 | Arena Khimki             | CSKA Moscú      | 2-2       | Manchester City |
| 21 de octubre de 2014 | Estadio Olímpico de Roma | Roma            | 1-7       | Bayern Múnich   |
| 5 de noviembre de 2014 | Etihad Stadium           | Manchester City | 1-2       | CSKA Moscú      |
| 5 de noviembre de 2014 | Allianz Arena            | Bayern Múnich   | 2-0       | Roma            |
| 25 de noviembre de 2014 | Arena Khimki             | CSKA Moscú      | 1-1       | Roma            |
| 25 de noviembre de 2014 | Etihad Stadium           | Manchester City | 3-2       | Bayern Múnich   |
| 10 de diciembre de 2014 | Estadio Olímpico de Roma | Roma            | 0-2       | Manchester City |
| 10 de diciembre de 2014 | Allianz Arena            | Bayern Múnich   | 3-0       | CSKA Moscú      |

### Grupo F
| Equipo              | Pts | PJ | PG | PE | PP | GF | GC | Dif |
| ------------------- | --- | -- | -- | -- | -- | -- | -- | --- |
| Barcelona           | 15  | 6  | 5  | 0  | 1  | 15 | 5  | +10 |
| París Saint-Germain | 13  | 6  | 4  | 1  | 1  | 10 | 7  | +3  |
| Ajax                | 5   | 6  | 1  | 2  | 3  | 8  | 10 | -2  |
| APOEL Nicosia       | 1   | 6  | 0  | 1  | 5  | 1  | 12 | -11 |

| \| Fecha \| Estadio \| Local \| Resultado \| Visitante \| \| ------------------------ \| ----------------------- \| ------------------- \| --------- \| ------------------- \| \| 17 de septiembre de 2014 \| Camp Nou \| Barcelona \| 1-0 \| APOEL Nicosia \| \| 17 de septiembre de 2014 \| Amsterdam Arena \| Ajax \| 1-1 \| París Saint-Germain \| \| 30 de septiembre de 2014 \| Parque de los Príncipes \| París Saint-Germain \| 3-2 \| Barcelona \| \| 30 de septiembre de 2014 \| Estadio GSP \| APOEL Nicosia \| 1-1 \| Ajax \| \| 21 de octubre de 2014 \| Estadio GSP \| APOEL Nicosia \| 0-1 \| París Saint-Germain \| \| 21 de octubre de 2014 \| Camp Nou \| Barcelona \| 3-1 \| Ajax \| \| 5 de noviembre de 2014 \| Parque de los Príncipes \| París Saint-Germain \| 1-0 \| APOEL Nicosia \| \| 5 de noviembre de 2014 \| Amsterdam Arena \| Ajax \| 0-2 \| Barcelona \| \| 25 de noviembre de 2014 \| Estadio GSP \| APOEL Nicosia \| 0-4 \| Barcelona \| \| 25 de noviembre de 2014 \| Parque de los Príncipes \| París Saint-Germain \| 3-1 \| Ajax \| \| 10 de diciembre de 2014 \| Camp Nou \| Barcelona \| 3-1 \| París Saint-Germain \| \| 10 de diciembre de 2014 \| Amsterdam Arena \| Ajax \| 4-0 \| APOEL Nicosia \| |                         |                     |           |                     |
| Fecha | Estadio                 | Local               | Resultado | Visitante           |
| 17 de septiembre de 2014 | Camp Nou                | Barcelona           | 1-0       | APOEL Nicosia       |
| 17 de septiembre de 2014 | Amsterdam Arena         | Ajax                | 1-1       | París Saint-Germain |
| 30 de septiembre de 2014 | Parque de los Príncipes | París Saint-Germain | 3-2       | Barcelona           |
| 30 de septiembre de 2014 | Estadio GSP             | APOEL Nicosia       | 1-1       | Ajax                |
| 21 de octubre de 2014 | Estadio GSP             | APOEL Nicosia       | 0-1       | París Saint-Germain |
| 21 de octubre de 2014 | Camp Nou                | Barcelona           | 3-1       | Ajax                |
| 5 de noviembre de 2014 | Parque de los Príncipes | París Saint-Germain | 1-0       | APOEL Nicosia       |
| 5 de noviembre de 2014 | Amsterdam Arena         | Ajax                | 0-2       | Barcelona           |
| 25 de noviembre de 2014 | Estadio GSP             | APOEL Nicosia       | 0-4       | Barcelona           |
| 25 de noviembre de 2014 | Parque de los Príncipes | París Saint-Germain | 3-1       | Ajax                |
| 10 de diciembre de 2014 | Camp Nou                | Barcelona           | 3-1       | París Saint-Germain |
| 10 de diciembre de 2014 | Amsterdam Arena         | Ajax                | 4-0       | APOEL Nicosia       |

### Grupo G
| Equipo             | Pts | PJ | PG | PE | PP | GF | GC | Dif |
| ------------------ | --- | -- | -- | -- | -- | -- | -- | --- |
| Chelsea            | 14  | 6  | 4  | 2  | 0  | 17 | 3  | +14 |
| Schalke 04         | 8   | 6  | 2  | 2  | 2  | 9  | 14 | -5  |
| Sporting de Lisboa | 7   | 6  | 2  | 1  | 3  | 12 | 12 | 0   |
| Maribor            | 3   | 6  | 0  | 3  | 3  | 4  | 13 | -9  |

| \| Fecha \| Estadio \| Local \| Resultado \| Visitante \| \| ------------------------ \| --------------------- \| ------------------ \| --------- \| ------------------ \| \| 17 de septiembre de 2014 \| Stamford Bridge \| Chelsea \| 1-1 \| Schalke 04 \| \| 17 de septiembre de 2014 \| Estadio Ljudski vrt \| Maribor \| 1-1 \| Sporting de Lisboa \| \| 30 de septiembre de 2014 \| Estadio José Alvalade \| Sporting de Lisboa \| 0-1 \| Chelsea \| \| 30 de septiembre de 2014 \| Veltins-Arena \| Schalke 04 \| 1-1 \| Maribor \| \| 21 de octubre de 2014 \| Veltins-Arena \| Schalke 04 \| 4-3 \| Sporting de Lisboa \| \| 21 de octubre de 2014 \| Stamford Bridge \| Chelsea \| 6-0 \| Maribor \| \| 5 de noviembre de 2014 \| Estadio José Alvalade \| Sporting de Lisboa \| 4-2 \| Schalke 04 \| \| 5 de noviembre de 2014 \| Estadio Ljudski vrt \| Maribor \| 1-1 \| Chelsea \| \| 25 de noviembre de 2014 \| Veltins-Arena \| Schalke 04 \| 0-5 \| Chelsea \| \| 25 de noviembre de 2014 \| Estadio José Alvalade \| Sporting de Lisboa \| 3-1 \| Maribor \| \| 10 de diciembre de 2014 \| Stamford Bridge \| Chelsea \| 3-1 \| Sporting de Lisboa \| \| 10 de diciembre de 2014 \| Estadio Ljudski vrt \| Maribor \| 0-1 \| Schalke 04 \| |                       |                    |           |                    |
| Fecha | Estadio               | Local              | Resultado | Visitante          |
| 17 de septiembre de 2014 | Stamford Bridge       | Chelsea            | 1-1       | Schalke 04         |
| 17 de septiembre de 2014 | Estadio Ljudski vrt   | Maribor            | 1-1       | Sporting de Lisboa |
| 30 de septiembre de 2014 | Estadio José Alvalade | Sporting de Lisboa | 0-1       | Chelsea            |
| 30 de septiembre de 2014 | Veltins-Arena         | Schalke 04         | 1-1       | Maribor            |
| 21 de octubre de 2014 | Veltins-Arena         | Schalke 04         | 4-3       | Sporting de Lisboa |
| 21 de octubre de 2014 | Stamford Bridge       | Chelsea            | 6-0       | Maribor            |
| 5 de noviembre de 2014 | Estadio José Alvalade | Sporting de Lisboa | 4-2       | Schalke 04         |
| 5 de noviembre de 2014 | Estadio Ljudski vrt   | Maribor            | 1-1       | Chelsea            |
| 25 de noviembre de 2014 | Veltins-Arena         | Schalke 04         | 0-5       | Chelsea            |
| 25 de noviembre de 2014 | Estadio José Alvalade | Sporting de Lisboa | 3-1       | Maribor            |
| 10 de diciembre de 2014 | Stamford Bridge       | Chelsea            | 3-1       | Sporting de Lisboa |
| 10 de diciembre de 2014 | Estadio Ljudski vrt   | Maribor            | 0-1       | Schalke 04         |

### Grupo H
| Equipo           | Pts | PJ | PG | PE | PP | GF | GC | Dif |
| ---------------- | --- | -- | -- | -- | -- | -- | -- | --- |
| Porto            | 14  | 6  | 4  | 2  | 0  | 16 | 4  | +12 |
| Shakhtar Donetsk | 9   | 6  | 2  | 3  | 1  | 15 | 4  | +11 |
| Athletic Club    | 7   | 6  | 2  | 1  | 3  | 5  | 6  | -1  |
| BATE Borisov     | 3   | 6  | 1  | 0  | 5  | 2  | 24 | -22 |

| \| Fecha \| Estadio \| Local \| Resultado \| Visitante \| \| ------------------------ \| ----------------- \| ---------------- \| --------- \| ---------------- \| \| 17 de septiembre de 2014 \| Estadio do Dragão \| Porto \| 6-0 \| BATE Borisov \| \| 17 de septiembre de 2014 \| Estadio San Mamés \| Athletic Club \| 0-0 \| Shakhtar Donetsk \| \| 30 de septiembre de 2014 \| Arena Lviv[4] \| Shakhtar Donetsk \| 2-2 \| Porto \| \| 30 de septiembre de 2014 \| Borisov Arena \| BATE Borisov \| 2-1 \| Athletic Club \| \| 21 de octubre de 2014 \| Borisov Arena \| BATE Borisov \| 0-7 \| Shakhtar Donetsk \| \| 21 de octubre de 2014 \| Estadio do Dragão \| Porto \| 2-1 \| Athletic Club \| \| 5 de noviembre de 2014 \| Arena Lviv \| Shakhtar Donetsk \| 5-0 \| BATE Borisov \| \| 5 de noviembre de 2014 \| Estadio San Mamés \| Athletic Club \| 0-2 \| Porto \| \| 25 de noviembre de 2014 \| Borisov Arena \| BATE Borisov \| 0-3 \| Porto \| \| 25 de noviembre de 2014 \| Arena Lviv \| Shakhtar Donetsk \| 0-1 \| Athletic Club \| \| 10 de diciembre de 2014 \| Estadio do Dragão \| Porto \| 1-1 \| Shakhtar Donetsk \| \| 10 de diciembre de 2014 \| Estadio San Mamés \| Athletic Club \| 2-0 \| BATE Borisov \| |                   |                  |           |                  |
| Fecha | Estadio           | Local            | Resultado | Visitante        |
| 17 de septiembre de 2014 | Estadio do Dragão | Porto            | 6-0       | BATE Borisov     |
| 17 de septiembre de 2014 | Estadio San Mamés | Athletic Club    | 0-0       | Shakhtar Donetsk |
| 30 de septiembre de 2014 | Arena Lviv        | Shakhtar Donetsk | 2-2       | Porto            |
| 30 de septiembre de 2014 | Borisov Arena     | BATE Borisov     | 2-1       | Athletic Club    |
| 21 de octubre de 2014 | Borisov Arena     | BATE Borisov     | 0-7       | Shakhtar Donetsk |
| 21 de octubre de 2014 | Estadio do Dragão | Porto            | 2-1       | Athletic Club    |
| 5 de noviembre de 2014 | Arena Lviv        | Shakhtar Donetsk | 5-0       | BATE Borisov     |
| 5 de noviembre de 2014 | Estadio San Mamés | Athletic Club    | 0-2       | Porto            |
| 25 de noviembre de 2014 | Borisov Arena     | BATE Borisov     | 0-3       | Porto            |
| 25 de noviembre de 2014 | Arena Lviv        | Shakhtar Donetsk | 0-1       | Athletic Club    |
| 10 de diciembre de 2014 | Estadio do Dragão | Porto            | 1-1       | Shakhtar Donetsk |
| 10 de diciembre de 2014 | Estadio San Mamés | Athletic Club    | 2-0       | BATE Borisov     |

## Fase Final
La fase final de la competición se disputa en eliminatorias a doble partido, salvo la final, jugada a partido único. En estos encuentros rige la regla del gol de visitante, que determina que el equipo que haya marcado más goles como visitante gana la eliminatoria si hay empate en la diferencia de goles. En caso de estar la eliminatoria empatada tras los 180 minutos de ambos partidos se disputará una prórroga de 30 minutos, y si ésta termina sin goles la eliminatoria se decidirá en una tanda de penaltis.

### Equipos clasificados
Un total de dieciséis clasificados disputarán la fase eliminatoria final de la competición. En esta edición del torneo cada una de las instancias de la segunda fase (octavos de final, cuartos de final y semifinales) serán sorteadas. A partir de cuartos de final y en semifinales no habrá cabezas de serie por lo que podrán enfrentarse clubes del mismo país.
Los equipos serán divididos en dos bombos (líderes de grupo o cabezas de serie, y segundos clasificados).
| 1.er bombo (Líderes de grupo) | 2.º bombo             |
| ----------------------------- | --------------------- |
| A Atlético de Madrid          | A Juventus            |
| B Real Madrid                 | B Basilea             |
| C Mónaco                      | C Bayer Leverkusen    |
| D Borussia Dortmund           | D Arsenal             |
| E Bayern Múnich               | E Manchester City     |
| F Barcelona                   | F París Saint-Germain |
| G Chelsea                     | G Schalke 04          |
| H Porto                       | H Shakhtar Donetsk    |

Equipos clasificados para cuartos de final, los equipos son sorteados para definir los enfrentamientos. No hay restricciones para los enfrentamientos, se pueden enfrentar equipos del mismo país y equipos que hayan compartido grupo.
| Clasificados       |                     |
| ------------------ | ------------------- |
| Atlético de Madrid | Juventus            |
| Real Madrid        | Mónaco              |
| Bayern Múnich      | Porto               |
| Barcelona          | París Saint-Germain |

Equipos clasificados para semifinales, los equipos se sortean para definir los enfrentamientos.
| Clasificados  |           |
| ------------- | --------- |
| Bayern Múnich | Barcelona |
| Real Madrid   | Juventus  |

|  | Octavos de final                                                     | Octavos de final                                                     | Octavos de final                                                     | Octavos de final                                                     | Octavos de final                                                     |   |    | Cuartos de final                                                 | Cuartos de final                                                 | Cuartos de final                                                 | Cuartos de final                                                 | Cuartos de final                                                 |  |    | Semifinales                                                  | Semifinales                                                  | Semifinales                                                  | Semifinales                                                  | Semifinales                                                  |  |    | Final                                     | Final                                     | Final                                     |  |
|  | 17 al 25 de febrero de 2015 (ida) 10 al 18 de marzo de 2015 (vuelta) | 17 al 25 de febrero de 2015 (ida) 10 al 18 de marzo de 2015 (vuelta) | 17 al 25 de febrero de 2015 (ida) 10 al 18 de marzo de 2015 (vuelta) | 17 al 25 de febrero de 2015 (ida) 10 al 18 de marzo de 2015 (vuelta) | 17 al 25 de febrero de 2015 (ida) 10 al 18 de marzo de 2015 (vuelta) |   |    | 14 y 15 de abril de 2015 (ida) 21 y 22 de abril de 2015 (vuelta) | 14 y 15 de abril de 2015 (ida) 21 y 22 de abril de 2015 (vuelta) | 14 y 15 de abril de 2015 (ida) 21 y 22 de abril de 2015 (vuelta) | 14 y 15 de abril de 2015 (ida) 21 y 22 de abril de 2015 (vuelta) | 14 y 15 de abril de 2015 (ida) 21 y 22 de abril de 2015 (vuelta) |  |    | 5 y 6 de mayo de 2015 (ida) 12 y 13 de mayo de 2015 (vuelta) | 5 y 6 de mayo de 2015 (ida) 12 y 13 de mayo de 2015 (vuelta) | 5 y 6 de mayo de 2015 (ida) 12 y 13 de mayo de 2015 (vuelta) | 5 y 6 de mayo de 2015 (ida) 12 y 13 de mayo de 2015 (vuelta) | 5 y 6 de mayo de 2015 (ida) 12 y 13 de mayo de 2015 (vuelta) |  |    | 6 de junio de 2015 Olympiastadion, Berlín | 6 de junio de 2015 Olympiastadion, Berlín | 6 de junio de 2015 Olympiastadion, Berlín |  |
|  |                                                                      |                                                                      |                                                                      |                                                                      |                                                                      |   |    |                                                                  |                                                                  |                                                                  |                                                                  |                                                                  |  |    |                                                              |                                                              |                                                              |                                                              |                                                              |  |    |                                           |                                           |                                           |  |
|  |                                                                      |                                                                      |                                                                      |                                                                      |                                                                      |   |    |                                                                  |                                                                  |                                                                  |                                                                  |                                                                  |  |    |                                                              |                                                              |                                                              |                                                              |                                                              |  |    |                                           |                                           |                                           |  |
|  | 2A                                                                   | Juventus                                                             | 2                                                                    | 3                                                                    | 5                                                                    |   |    |                                                                  |                                                                  |                                                                  |                                                                  |                                                                  |  |    |                                                              |                                                              |                                                              |                                                              |                                                              |  |    |                                           |                                           |                                           |  |
|  | 2A                                                                   | Juventus                                                             | 2                                                                    | 3                                                                    | 5                                                                    |   |    |                                                                  |                                                                  |                                                                  |                                                                  |                                                                  |  |    |                                                              |                                                              |                                                              |                                                              |                                                              |  |    |                                           |                                           |                                           |  |
|  | 1D                                                                   | Borussia Dortmund                                                    | 1                                                                    | 0                                                                    | 1                                                                    |   |    |                                                                  |                                                                  |                                                                  |                                                                  |                                                                  |  |    |                                                              |                                                              |                                                              |                                                              |                                                              |  |    |                                           |                                           |                                           |  |
|  | 1D                                                                   | Borussia Dortmund                                                    | 1                                                                    | 0                                                                    | 1                                                                    |   | 2A | Juventus                                                         | 1                                                                | 0                                                                | 1                                                                |                                                                  |  |    |                                                              |                                                              |                                                              |                                                              |                                                              |  |    |                                           |                                           |                                           |  |
|  |                                                                      |                                                                      |                                                                      |                                                                      |                                                                      |   | 2A | Juventus                                                         | 1                                                                | 0                                                                | 1                                                                |                                                                  |  |    |                                                              |                                                              |                                                              |                                                              |                                                              |  |    |                                           |                                           |                                           |  |
|  |                                                                      |                                                                      | 1C                                                                   | Mónaco                                                               | 0                                                                    | 0 | 0  |                                                                  |                                                                  |                                                                  |                                                                  |                                                                  |  |    |                                                              |                                                              |                                                              |                                                              |                                                              |  |    |                                           |                                           |                                           |  |
|  | 2D                                                                   | Arsenal                                                              | 1C                                                                   | Mónaco                                                               | 0                                                                    | 0 | 0  | 1                                                                | 2                                                                | 3                                                                |                                                                  |                                                                  |  |    |                                                              |                                                              |                                                              |                                                              |                                                              |  |    |                                           |                                           |                                           |  |
|  | 2D                                                                   | Arsenal                                                              |                                                                      |                                                                      |                                                                      |   |    |                                                                  |                                                                  | 3                                                                |                                                                  |                                                                  |  |    |                                                              |                                                              |                                                              |                                                              |                                                              |  |    |                                           |                                           |                                           |  |
|  | 1C                                                                   | Mónaco (v.)                                                          | 3                                                                    | 0                                                                    | 3                                                                    |   |    |                                                                  |                                                                  |                                                                  |                                                                  |                                                                  |  |    |                                                              |                                                              |                                                              |                                                              |                                                              |  |    |                                           |                                           |                                           |  |
|  | 1C                                                                   | Mónaco (v.)                                                          | 3                                                                    | 0                                                                    | 3                                                                    |   |    |                                                                  |                                                                  |                                                                  |                                                                  |                                                                  |  | 2A | Juventus                                                     | 2                                                            | 1                                                            | 3                                                            |                                                              |  |    |                                           |                                           |                                           |  |
|  |                                                                      |                                                                      |                                                                      |                                                                      |                                                                      |   |    |                                                                  |                                                                  |                                                                  |                                                                  |                                                                  |  | 2A | Juventus                                                     | 2                                                            | 1                                                            | 3                                                            |                                                              |  |    |                                           |                                           |                                           |  |
|  |                                                                      |                                                                      | 1B                                                                   | Real Madrid                                                          | 1                                                                    | 1 | 2  |                                                                  |                                                                  |                                                                  |                                                                  |                                                                  |  |    |                                                              |                                                              |                                                              |                                                              |                                                              |  |    |                                           |                                           |                                           |  |
|  | 2C                                                                   | Bayer Leverkusen                                                     | 1B                                                                   | Real Madrid                                                          | 1                                                                    | 1 | 2  | 1                                                                | 0                                                                | 1 (2)                                                            |                                                                  |                                                                  |  |    |                                                              |                                                              |                                                              |                                                              |                                                              |  |    |                                           |                                           |                                           |  |
|  | 2C                                                                   | Bayer Leverkusen                                                     |                                                                      |                                                                      |                                                                      |   |    |                                                                  |                                                                  | 1 (2)                                                            |                                                                  |                                                                  |  |    |                                                              |                                                              |                                                              |                                                              |                                                              |  |    |                                           |                                           |                                           |  |
|  | 1A                                                                   | Atlético de Madrid (p.)                                              | 0                                                                    | 1                                                                    | 1 (3)                                                                |   |    |                                                                  |                                                                  |                                                                  |                                                                  |                                                                  |  |    |                                                              |                                                              |                                                              |                                                              |                                                              |  |    |                                           |                                           |                                           |  |
|  | 1A                                                                   | Atlético de Madrid (p.)                                              | 0                                                                    | 1                                                                    | 1 (3)                                                                |   | 1A | Atlético de Madrid                                               | 0                                                                | 0                                                                | 0                                                                |                                                                  |  |    |                                                              |                                                              |                                                              |                                                              |                                                              |  |    |                                           |                                           |                                           |  |
|  |                                                                      |                                                                      |                                                                      |                                                                      |                                                                      |   | 1A | Atlético de Madrid                                               | 0                                                                | 0                                                                | 0                                                                |                                                                  |  |    |                                                              |                                                              |                                                              |                                                              |                                                              |  |    |                                           |                                           |                                           |  |
|  |                                                                      |                                                                      | 1B                                                                   | Real Madrid                                                          | 0                                                                    | 1 | 1  |                                                                  |                                                                  |                                                                  |                                                                  |                                                                  |  |    |                                                              |                                                              |                                                              |                                                              |                                                              |  |    |                                           |                                           |                                           |  |
|  | 2G                                                                   | Schalke 04                                                           | 1B                                                                   | Real Madrid                                                          | 0                                                                    | 1 | 1  | 0                                                                | 4                                                                | 4                                                                |                                                                  |                                                                  |  |    |                                                              |                                                              |                                                              |                                                              |                                                              |  |    |                                           |                                           |                                           |  |
|  | 2G                                                                   | Schalke 04                                                           |                                                                      |                                                                      |                                                                      |   |    |                                                                  |                                                                  | 4                                                                |                                                                  |                                                                  |  |    |                                                              |                                                              |                                                              |                                                              |                                                              |  |    |                                           |                                           |                                           |  |
|  | 1B                                                                   | Real Madrid                                                          | 2                                                                    | 3                                                                    | 5                                                                    |   |    |                                                                  |                                                                  |                                                                  |                                                                  |                                                                  |  |    |                                                              |                                                              |                                                              |                                                              |                                                              |  |    |                                           |                                           |                                           |  |
|  | 1B                                                                   | Real Madrid                                                          | 2                                                                    | 3                                                                    | 5                                                                    |   |    |                                                                  |                                                                  |                                                                  |                                                                  |                                                                  |  |    |                                                              |                                                              |                                                              |                                                              |                                                              |  | 2A | Juventus                                  | 1                                         |                                           |  |
|  |                                                                      |                                                                      |                                                                      |                                                                      |                                                                      |   |    |                                                                  |                                                                  |                                                                  |                                                                  |                                                                  |  |    |                                                              |                                                              |                                                              |                                                              |                                                              |  | 2A | Juventus                                  | 1                                         |                                           |  |
|  |                                                                      |                                                                      | 1F                                                                   | Barcelona                                                            | 3                                                                    |   |    |                                                                  |                                                                  |                                                                  |                                                                  |                                                                  |  |    |                                                              |                                                              |                                                              |                                                              |                                                              |  |    |                                           |                                           |                                           |  |
|  | 2F                                                                   | París Saint-Germain (t.s.) (v.)                                      | 1F                                                                   | Barcelona                                                            | 3                                                                    | 1 | 2  | 3                                                                |                                                                  |                                                                  |                                                                  |                                                                  |  |    |                                                              |                                                              |                                                              |                                                              |                                                              |  |    |                                           |                                           |                                           |  |
|  | 2F                                                                   | París Saint-Germain (t.s.) (v.)                                      |                                                                      |                                                                      |                                                                      |   |    |                                                                  |                                                                  |                                                                  |                                                                  |                                                                  |  |    |                                                              |                                                              |                                                              |                                                              |                                                              |  |    |                                           |                                           |                                           |  |
|  | 1G                                                                   | Chelsea                                                              | 1                                                                    | 2                                                                    | 3                                                                    |   |    |                                                                  |                                                                  |                                                                  |                                                                  |                                                                  |  |    |                                                              |                                                              |                                                              |                                                              |                                                              |  |    |                                           |                                           |                                           |  |
|  | 1G                                                                   | Chelsea                                                              | 1                                                                    | 2                                                                    | 3                                                                    |   | 2F | París Saint-Germain                                              | 1                                                                | 0                                                                | 1                                                                |                                                                  |  |    |                                                              |                                                              |                                                              |                                                              |                                                              |  |    |                                           |                                           |                                           |  |
|  |                                                                      |                                                                      |                                                                      |                                                                      |                                                                      |   | 2F | París Saint-Germain                                              | 1                                                                | 0                                                                | 1                                                                |                                                                  |  |    |                                                              |                                                              |                                                              |                                                              |                                                              |  |    |                                           |                                           |                                           |  |
|  |                                                                      |                                                                      | 1F                                                                   | Barcelona                                                            | 3                                                                    | 2 | 5  |                                                                  |                                                                  |                                                                  |                                                                  |                                                                  |  |    |                                                              |                                                              |                                                              |                                                              |                                                              |  |    |                                           |                                           |                                           |  |
|  | 2E                                                                   | Manchester City                                                      | 1F                                                                   | Barcelona                                                            | 3                                                                    | 2 | 5  | 1                                                                | 0                                                                | 1                                                                |                                                                  |                                                                  |  |    |                                                              |                                                              |                                                              |                                                              |                                                              |  |    |                                           |                                           |                                           |  |
|  | 2E                                                                   | Manchester City                                                      |                                                                      |                                                                      |                                                                      |   |    |                                                                  |                                                                  | 1                                                                |                                                                  |                                                                  |  |    |                                                              |                                                              |                                                              |                                                              |                                                              |  |    |                                           |                                           |                                           |  |
|  | 1F                                                                   | Barcelona                                                            | 2                                                                    | 1                                                                    | 3                                                                    |   |    |                                                                  |                                                                  |                                                                  |                                                                  |                                                                  |  |    |                                                              |                                                              |                                                              |                                                              |                                                              |  |    |                                           |                                           |                                           |  |
|  | 1F                                                                   | Barcelona                                                            | 2                                                                    | 1                                                                    | 3                                                                    |   |    |                                                                  |                                                                  |                                                                  |                                                                  |                                                                  |  | 1F | Barcelona                                                    | 3                                                            | 2                                                            | 5                                                            |                                                              |  |    |                                           |                                           |                                           |  |
|  |                                                                      |                                                                      |                                                                      |                                                                      |                                                                      |   |    |                                                                  |                                                                  |                                                                  |                                                                  |                                                                  |  | 1F | Barcelona                                                    | 3                                                            | 2                                                            | 5                                                            |                                                              |  |    |                                           |                                           |                                           |  |
|  |                                                                      |                                                                      | 1E                                                                   | Bayern Múnich                                                        | 0                                                                    | 3 | 3  |                                                                  |                                                                  |                                                                  |                                                                  |                                                                  |  |    |                                                              |                                                              |                                                              |                                                              |                                                              |  |    |                                           |                                           |                                           |  |
|  | 2B                                                                   | Basilea                                                              | 1E                                                                   | Bayern Múnich                                                        | 0                                                                    | 3 | 3  | 1                                                                | 0                                                                | 1                                                                |                                                                  |                                                                  |  |    |                                                              |                                                              |                                                              |                                                              |                                                              |  |    |                                           |                                           |                                           |  |
|  | 2B                                                                   | Basilea                                                              |                                                                      |                                                                      |                                                                      |   |    |                                                                  |                                                                  | 1                                                                |                                                                  |                                                                  |  |    |                                                              |                                                              |                                                              |                                                              |                                                              |  |    |                                           |                                           |                                           |  |
|  | 1H                                                                   | Porto                                                                | 1                                                                    | 4                                                                    | 5                                                                    |   |    |                                                                  |                                                                  |                                                                  |                                                                  |                                                                  |  |    |                                                              |                                                              |                                                              |                                                              |                                                              |  |    |                                           |                                           |                                           |  |
|  | 1H                                                                   | Porto                                                                | 1                                                                    | 4                                                                    | 5                                                                    |   | 1H | Porto                                                            | 3                                                                | 1                                                                | 4                                                                |                                                                  |  |    |                                                              |                                                              |                                                              |                                                              |                                                              |  |    |                                           |                                           |                                           |  |
|  |                                                                      |                                                                      |                                                                      |                                                                      |                                                                      |   | 1H | Porto                                                            | 3                                                                | 1                                                                | 4                                                                |                                                                  |  |    |                                                              |                                                              |                                                              |                                                              |                                                              |  |    |                                           |                                           |                                           |  |
|  |                                                                      |                                                                      | 1E                                                                   | Bayern Múnich                                                        | 1                                                                    | 6 | 7  |                                                                  |                                                                  |                                                                  |                                                                  |                                                                  |  |    |                                                              |                                                              |                                                              |                                                              |                                                              |  |    |                                           |                                           |                                           |  |
|  | 2H                                                                   | Shakhtar Donetsk                                                     | 1E                                                                   | Bayern Múnich                                                        | 1                                                                    | 6 | 7  | 0                                                                | 0                                                                | 0                                                                |                                                                  |                                                                  |  |    |                                                              |                                                              |                                                              |                                                              |                                                              |  |    |                                           |                                           |                                           |  |
|  | 2H                                                                   | Shakhtar Donetsk                                                     |                                                                      |                                                                      |                                                                      |   |    |                                                                  |                                                                  | 0                                                                |                                                                  |                                                                  |  |    |                                                              |                                                              |                                                              |                                                              |                                                              |  |    |                                           |                                           |                                           |  |
|  | 1E                                                                   | Bayern Múnich                                                        | 0                                                                    | 7                                                                    | 7                                                                    |   |    |                                                                  |                                                                  |                                                                  |                                                                  |                                                                  |  |    |                                                              |                                                              |                                                              |                                                              |                                                              |  |    |                                           |                                           |                                           |  |
|  | 1E                                                                   | Bayern Múnich                                                        | 0                                                                    | 7                                                                    | 7                                                                    |   |    |                                                                  |                                                                  |                                                                  |                                                                  |                                                                  |  |    |                                                              |                                                              |                                                              |                                                              |                                                              |  |    |                                           |                                           |                                           |  |
|  |                                                                      |                                                                      |                                                                      |                                                                      |                                                                      |   |    |                                                                  |                                                                  |                                                                  |                                                                  |                                                                  |  |    |                                                              |                                                              |                                                              |                                                              |                                                              |  |    |                                           |                                           |                                           |  |

### Octavos de final
| 17 de febrero de 2015 | París Saint-Germain | 1:1 (0:1) | Chelsea      | Parc des Princes, París                                  |                                                          |
|                       | Cavani 54'          | Reporte   | Ivanović 36' | Asistencia: 48 146 espectadores Árbitro(s): Cüneyt Çakır | Asistencia: 48 146 espectadores Árbitro(s): Cüneyt Çakır |

| 11 de marzo de 2015                                                                                      | Chelsea                        | 2:2 (1:1, 0:0) (t. s.) | París Saint-Germain                | Stamford Bridge, Londres                                  |                                                           |
| | Cahill 81' · Hazard 96' (pen.) | Reporte                | David Luiz 86' · Thiago Silva 113' | Asistencia: 40 692 espectadores Árbitro(s): Björn Kuipers | Asistencia: 40 692 espectadores Árbitro(s): Björn Kuipers |
| París Saint-Germain empata la serie 3-3 y avanzó a cuartos de final por el criterio de gol de visitante. |                                |                        |                                    |                                                           |                                                           |

| 17 de febrero de 2015 | Shakhtar Donetsk | 0:0     | Bayern Múnich | Arena Lviv, Lviv                                             |                                                              |
|                       |                  | Reporte |               | Asistencia: 38 187 espectadores Árbitro(s): Undiano Mallenco | Asistencia: 38 187 espectadores Árbitro(s): Undiano Mallenco |

| 11 de marzo de 2015                                          | Bayern Múnich                                                                                   | 7:0 (2:0) | Shakhtar Donetsk | Allianz Arena, Múnich                                      |                                                            |
|                                                              | Müller 4' (pen.) 52' · J.Boateng 34' · Ribéry 49' · Badstuber 63' · Lewandowski 75' · Götze 87' | Reporte   |                  | Asistencia: 70 000 espectadores Árbitro(s): William Collum | Asistencia: 70 000 espectadores Árbitro(s): William Collum |
| Bayern Múnich gana la serie 7-0 y avanzó a cuartos de final. |                                                                                                 |           |                  |                                                            |                                                            |

| 18 de febrero de 2015 | Schalke 04 | 0:2 (0:1) | Real Madrid                         | Veltins-Arena, Gelsenkirchen                                |                                                             |
|                       |            | Reporte   | Cristiano Ronaldo 26' · Marcelo 78' | Asistencia: 55 442 espectadores Árbitro(s): Martin Atkinson | Asistencia: 55 442 espectadores Árbitro(s): Martin Atkinson |

| 10 de marzo de 2015                                        | Real Madrid                             | 3:4 (2:2) | Schalke 04                               | Estadio Santiago Bernabéu, Madrid                         |                                                           |
|                                                            | Cristiano Ronaldo 25' 45' · Benzema 53' | Reporte   | Fuchs 20' · Huntelaar 40' 84' · Sané 57' | Asistencia: 72 986 espectadores Árbitro(s): Damir Skomina | Asistencia: 72 986 espectadores Árbitro(s): Damir Skomina |
| Real Madrid gana la serie 5-4 y avanzó a cuartos de final. |                                         |           |                                          |                                                           |                                                           |

| 18 de febrero de 2015 | Basel        | 1:1 (1:0) | Porto             | St. Jakob Park, Basilea                                      |                                                              |
|                       | González 10' | Reporte   | Danilo 78' (pen.) | Asistencia: 38 464 espectadores Árbitro(s): Mark Clattenburg | Asistencia: 38 464 espectadores Árbitro(s): Mark Clattenburg |

| 10 de marzo de 2015                                   | Porto                                                    | 4:0 (1:0) | Basel | Estadio do Dragão, Oporto                                  |                                                            |
|                                                       | Brahimi 14' · Herrera 47' · Casemiro 56' · Aboubakar 76' | Reporte   |       | Asistencia: 45 108 espectadores Árbitro(s): Jonas Eriksson | Asistencia: 45 108 espectadores Árbitro(s): Jonas Eriksson |
| Oporto gana la serie 5-1 y avanzó a cuartos de final. |                                                          |           |       |                                                            |                                                            |

| 24 de febrero de 2015 | Manchester City | 1:2 (0:2) | Barcelona      | Etihad Stadium, Mánchester                              |                                                         |
|                       | Agüero 68'      | Reporte   | Suárez 15' 28' | Asistencia: 46 081 espectadores Árbitro(s): Felix Brych | Asistencia: 46 081 espectadores Árbitro(s): Felix Brych |

| 18 de marzo de 2015                                      | Barcelona   | 1:0 (1:0) | Manchester City | Camp Nou, Barcelona                                         |                                                             |
|                                                          | Rakitić 31' | Reporte   |                 | Asistencia: 93 551 espectadores Árbitro(s): Gianluca Rocchi | Asistencia: 93 551 espectadores Árbitro(s): Gianluca Rocchi |
| Barcelona gana la serie 3-1 y avanzó a cuartos de final. |             |           |                 |                                                             |                                                             |

| 24 de febrero de 2015 | Juventus               | 2:1 (2:1) | Borussia Dortmund | Juventus Stadium, Turín                                 |                                                         |
|                       | Tévez 13' · Morata 42' | Reporte   | Reus 18'          | Asistencia: 42 182 espectadores Árbitro(s): Mateu Lahoz | Asistencia: 42 182 espectadores Árbitro(s): Mateu Lahoz |

| 18 de marzo de 2015                                     | Borussia Dortmund | 0:3 (0:1) | Juventus                  | Signal Iduna Park, Dortmund                               |                                                           |
|                                                         |                   | Reporte   | Tévez 3' 79' · Morata 70' | Asistencia: 72 851 espectadores Árbitro(s): Milorad Mažić | Asistencia: 72 851 espectadores Árbitro(s): Milorad Mažić |
| Juventus gana la serie 1-5 y avanzó a cuartos de final. |                   |           |                           |                                                           |                                                           |

| 25 de febrero de 2015 | Bayer Leverkusen | 1:0 (0:0) | Atlético de Madrid | BayArena, Leverkusen                                       |                                                            |
|                       | Çalhanoğlu 56'   | Reporte   |                    | Asistencia: 30 079 espectadores Árbitro(s): Pavel Královec | Asistencia: 30 079 espectadores Árbitro(s): Pavel Královec |

| 17 de marzo de 2015 | Atlético de Madrid                                     | 1:0 (1:0) (t. s.)(3:2 p.)  | Bayer Leverkusen                                         | Estadio Vicente Calderón, Madrid                           |                                                            |
| | Mario Suárez 27'                                       | Reporte                    |                                                          | Asistencia: 52 273 espectadores Árbitro(s): Nicola Rizzoli | Asistencia: 52 273 espectadores Árbitro(s): Nicola Rizzoli |
| |                                                        | Tiros desde el punto penal |                                                          |                                                            |                                                            |
| | Raúl García · Griezmann · Mario Suárez · Koke · Torres |                            | Çalhanoğlu · Rolfes · Toprak · Gonzalo Castro · Kießling |                                                            |                                                            |
| Atlético de Madrid gana la serie por penales 3-2 tras empatar 1-1 en el global de la eliminatoria, y avanzó a cuartos de final. |                                                        |                            |                                                          |                                                            |                                                            |

| 25 de febrero de 2015 | Arsenal                | 1:3 (0:1) | Mónaco                                                 | Emirates Stadium, Londres                                 |                                                           |
|                       | Oxlade-Chamberlain 90' | Reporte   | Kondogbia 39' · Berbatov 53' · Ferreira Carrasco 90+1' | Asistencia: 60 868 espectadores Árbitro(s): Deniz Aytekin | Asistencia: 60 868 espectadores Árbitro(s): Deniz Aytekin |

| 17 de marzo de 2015                                                                         | Mónaco | 0:2 (0:1) | Arsenal                 | Estadio Luis II, Mónaco                                       |                                                               |
|                                                                                             |        | Reporte   | Giroud 36' · Ramsey 79' | Asistencia: 21 263 espectadores Árbitro(s): Svein Oddvar Moen | Asistencia: 21 263 espectadores Árbitro(s): Svein Oddvar Moen |
| Mónaco empata la serie 3-3 y avanzó a cuartos de final por el criterio de gol de visitante. |        |           |                         |                                                               |                                                               |

### Cuartos de final
| 14 de abril de 2015 | Atlético de Madrid | 0:0     | Real Madrid | Estadio Vicente Calderón, Madrid                          |                                                           |
|                     |                    | Reporte |             | Asistencia: 55 553 espectadores Árbitro(s): Milorad Mažić | Asistencia: 55 553 espectadores Árbitro(s): Milorad Mažić |

| 22 de abril de 2015                                   | Real Madrid   | 1:0 (0:0) | Atlético de Madrid | Estadio Santiago Bernabéu, Madrid                       |                                                         |
|                                                       | Hernández 88' | Reporte   |                    | Asistencia: 84 500 espectadores Árbitro(s): Felix Brych | Asistencia: 84 500 espectadores Árbitro(s): Felix Brych |
| Real Madrid gana la serie 1-0 y avanzó a semifinales. |               |           |                    |                                                         |                                                         |

| 14 de abril de 2015 | Juventus         | 1:0 (0:0) | Mónaco | Juventus Stadium, Turín                                    |                                                            |
|                     | Vidal 57' (pen.) | Reporte   |        | Asistencia: 42 801 espectadores Árbitro(s): Pavel Královec | Asistencia: 42 801 espectadores Árbitro(s): Pavel Královec |

| 22 de abril de 2015                                | Mónaco | 0:0     | Juventus | Stade Louis II, Mónaco                                     |                                                            |
|                                                    |        | Reporte |          | Asistencia: 20 889 espectadores Árbitro(s): William Collum | Asistencia: 20 889 espectadores Árbitro(s): William Collum |
| Juventus gana la serie 0-1 y avanzó a semifinales. |        |         |          |                                                            |                                                            |

| 15 de abril de 2015 | París Saint-Germain | 1:3 (0:1) | Barcelona                   | Parc des Princes, París                                      |                                                              |
|                     | Mathieu 82' (a.g.)  | Reporte   | Neymar 18' · Suárez 67' 79' | Asistencia: 50 993 espectadores Árbitro(s): Mark Clattenburg | Asistencia: 50 993 espectadores Árbitro(s): Mark Clattenburg |

| 21 de abril de 2015                                 | Barcelona      | 2:0 (2:0) | París Saint-Germain | Camp Nou, Barcelona                                           |                                                               |
|                                                     | Neymar 14' 34' | Reporte   |                     | Asistencia: 89 570 espectadores Árbitro(s): Svein Oddvar Moen | Asistencia: 89 570 espectadores Árbitro(s): Svein Oddvar Moen |
| Barcelona gana la serie 5-1 y avanzó a semifinales. |                |           |                     |                                                               |                                                               |

| 15 de abril de 2015 | Oporto                                | 3:1 (2:1) | Bayern Múnich        | Estadio do Dragão, Oporto                                  |                                                            |
|                     | Quaresma 3' (pen.) 10' · Martínez 65' | Reporte   | Thiago Alcántara 28' | Asistencia: 50 092 espectadores Árbitro(s): Carlos Velasco | Asistencia: 50 092 espectadores Árbitro(s): Carlos Velasco |

| 21 de abril de 2015                                     | Bayern Múnich                                                               | 6:1 (5:0) | Oporto       | Allianz Arena, Múnich                                       |                                                             |
|                                                         | Alcántara 14' · Boateng 21' · Lewandowski 27' 40' · Müller 36' · Alonso 88' | Reporte   | Martínez 73' | Asistencia: 71 000 espectadores Árbitro(s): Martin Atkinson | Asistencia: 71 000 espectadores Árbitro(s): Martin Atkinson |
| Bayern Múnich gana la serie 7-4 y avanzó a semifinales. |                                                                             |           |              |                                                             |                                                             |

### Semifinales
| 5 de mayo de 2015 | Juventus                     | 2:1 (1:1) | Real Madrid           | Juventus Stadium, Turín                                     |                                                             |
|                   | Morata 9' · Tévez 58' (pen.) | Reporte   | Cristiano Ronaldo 27' | Asistencia: 43 211 espectadores Árbitro(s): Martin Atkinson | Asistencia: 43 211 espectadores Árbitro(s): Martin Atkinson |

| 13 de mayo de 2015                              | Real Madrid                  | 1:1 (1:0) | Juventus   | Estadio Santiago Bernabéu, Madrid                          |                                                            |
|                                                 | Cristiano Ronaldo 23' (pen.) | Reporte   | Morata 57' | Asistencia: 86 540 espectadores Árbitro(s): Jonas Eriksson | Asistencia: 86 540 espectadores Árbitro(s): Jonas Eriksson |
| Juventus gana la serie 2-3 y avanzó a la Final. |                              |           |            |                                                            |                                                            |

| 6 de mayo de 2015 | Barcelona                    | 3:0 (0:0) | Bayern Múnich | Camp Nou, Barcelona                                        |                                                            |
|                   | Messi 77' 80' · Neymar 90+3' | Reporte   |               | Asistencia: 99 009 espectadores Árbitro(s): Nicola Rizzoli | Asistencia: 99 009 espectadores Árbitro(s): Nicola Rizzoli |

| 12 de mayo de 2015                               | Bayern Múnich                             | 3:2 (1:2) | Barcelona      | Allianz Arena, Múnich                                        |                                                              |
|                                                  | Benatia 7' · Lewandowski 59' · Müller 74' | Reporte   | Neymar 15' 29' | Asistencia: 75 000 espectadores Árbitro(s): Mark Clattenburg | Asistencia: 75 000 espectadores Árbitro(s): Mark Clattenburg |
| Barcelona gana la serie 3-5 y avanzó a la Final. |                                           |           |                |                                                              |                                                              |

### Final
| 1     | POR   | Gianluigi Buffon     |     |
| 26    | DEF   | Stephan Lichtsteiner |     |
| 15    | DEF   | Andrea Barzagli      |     |
| 19    | DEF   | Leonardo Bonucci     |     |
| 33    | DEF   | Patrice Evra         | 89' |
| 8     | MED   | Claudio Marchisio    |     |
| 21    | MED   | Andrea Pirlo         |     |
| 6     | MED   | Paul Pogba           |     |
| 23    | MED   | Arturo Vidal         | 79' |
| 10    | DEL   | Carlos Tévez         |     |
| 9     | DEL   | Álvaro Morata        | 85' |
| D. T. | D. T. | Massimiliano Allegri |     |

| 1     | POR   | Marc-André ter Stegen |       |
| 22    | DEF   | Dani Alves            |       |
| 3     | DEF   | Gerard Piqué          |       |
| 14    | DEF   | Javier Mascherano     |       |
| 18    | DEF   | Jordi Alba            |       |
| 4     | MED   | Ivan Rakitić          | 90+1' |
| 5     | MED   | Sergio Busquets       |       |
| 8     | MED   | Andrés Iniesta        | 78'   |
| 10    | DEL   | Lionel Messi          |       |
| 9     | DEL   | Luis Suárez           | 90+6' |
| 11    | DEL   | Neymar                |       |
| D. T. | D. T. | Luis Enrique          |       |

| 37 | MED | Roberto Pereyra   | 79' |
| 14 | DEL | Fernando Llorente | 85' |
| 11 | DEL | Kingsley Coman    | 89' |

| 6  | MED | Xavi Hernández  | 78'   |
| 24 | DEF | Jérémy Mathieu  | 90+1' |
| 7  | DEL | Pedro Rodríguez | 90+6' |

| 55' | Álvaro Morata | 1:1 |

| 4' · 68' · 90+7' | Ivan Rakitić Luis Suárez Neymar | 0:1 1:2 1:3 |

| 11' · 41' | Arturo Vidal Paul Pogba |

| 70' | Luis Suárez |

| Principal  | Cüneyt Çakır   |
| Asistentes | Bahattin Duran |
|            | Tarik Ongun    |
| Cuarto     | Jonas Eriksson |

| 1     | POR   | Gianluigi Buffon     |     |
| 26    | DEF   | Stephan Lichtsteiner |     |
| 15    | DEF   | Andrea Barzagli      |     |
| 19    | DEF   | Leonardo Bonucci     |     |
| 33    | DEF   | Patrice Evra         | 89' |
| 8     | MED   | Claudio Marchisio    |     |
| 21    | MED   | Andrea Pirlo         |     |
| 6     | MED   | Paul Pogba           |     |
| 23    | MED   | Arturo Vidal         | 79' |
| 10    | DEL   | Carlos Tévez         |     |
| 9     | DEL   | Álvaro Morata        | 85' |
| D. T. | D. T. | Massimiliano Allegri |     |

| 1     | POR   | Marc-André ter Stegen |       |
| 22    | DEF   | Dani Alves            |       |
| 3     | DEF   | Gerard Piqué          |       |
| 14    | DEF   | Javier Mascherano     |       |
| 18    | DEF   | Jordi Alba            |       |
| 4     | MED   | Ivan Rakitić          | 90+1' |
| 5     | MED   | Sergio Busquets       |       |
| 8     | MED   | Andrés Iniesta        | 78'   |
| 10    | DEL   | Lionel Messi          |       |
| 9     | DEL   | Luis Suárez           | 90+6' |
| 11    | DEL   | Neymar                |       |
| D. T. | D. T. | Luis Enrique          |       |

| 37 | MED | Roberto Pereyra   | 79' |
| 14 | DEL | Fernando Llorente | 85' |
| 11 | DEL | Kingsley Coman    | 89' |

| 6  | MED | Xavi Hernández  | 78'   |
| 24 | DEF | Jérémy Mathieu  | 90+1' |
| 7  | DEL | Pedro Rodríguez | 90+6' |

| 55' | Álvaro Morata | 1:1 |

| 4' · 68' · 90+7' | Ivan Rakitić Luis Suárez Neymar | 0:1 1:2 1:3 |

| 11' · 41' | Arturo Vidal Paul Pogba |

| 70' | Luis Suárez |

| Principal  | Cüneyt Çakır   |
| Asistentes | Bahattin Duran |
|            | Tarik Ongun    |
| Cuarto     | Jonas Eriksson |

| 1     | POR   | Gianluigi Buffon     |     |
| 26    | DEF   | Stephan Lichtsteiner |     |
| 15    | DEF   | Andrea Barzagli      |     |
| 19    | DEF   | Leonardo Bonucci     |     |
| 33    | DEF   | Patrice Evra         | 89' |
| 8     | MED   | Claudio Marchisio    |     |
| 21    | MED   | Andrea Pirlo         |     |
| 6     | MED   | Paul Pogba           |     |
| 23    | MED   | Arturo Vidal         | 79' |
| 10    | DEL   | Carlos Tévez         |     |
| 9     | DEL   | Álvaro Morata        | 85' |
| D. T. | D. T. | Massimiliano Allegri |     |

| 1     | POR   | Marc-André ter Stegen |       |
| 22    | DEF   | Dani Alves            |       |
| 3     | DEF   | Gerard Piqué          |       |
| 14    | DEF   | Javier Mascherano     |       |
| 18    | DEF   | Jordi Alba            |       |
| 4     | MED   | Ivan Rakitić          | 90+1' |
| 5     | MED   | Sergio Busquets       |       |
| 8     | MED   | Andrés Iniesta        | 78'   |
| 10    | DEL   | Lionel Messi          |       |
| 9     | DEL   | Luis Suárez           | 90+6' |
| 11    | DEL   | Neymar                |       |
| D. T. | D. T. | Luis Enrique          |       |

| 37 | MED | Roberto Pereyra   | 79' |
| 14 | DEL | Fernando Llorente | 85' |
| 11 | DEL | Kingsley Coman    | 89' |

| 6  | MED | Xavi Hernández  | 78'   |
| 24 | DEF | Jérémy Mathieu  | 90+1' |
| 7  | DEL | Pedro Rodríguez | 90+6' |

| 55' | Álvaro Morata | 1:1 |

| 4' · 68' · 90+7' | Ivan Rakitić Luis Suárez Neymar | 0:1 1:2 1:3 |

| 11' · 41' | Arturo Vidal Paul Pogba |

| 70' | Luis Suárez |

| Principal  | Cüneyt Çakır   |
| Asistentes | Bahattin Duran |
|            | Tarik Ongun    |
| Cuarto     | Jonas Eriksson |

| 1     | POR   | Gianluigi Buffon     |     |
| 26    | DEF   | Stephan Lichtsteiner |     |
| 15    | DEF   | Andrea Barzagli      |     |
| 19    | DEF   | Leonardo Bonucci     |     |
| 33    | DEF   | Patrice Evra         | 89' |
| 8     | MED   | Claudio Marchisio    |     |
| 21    | MED   | Andrea Pirlo         |     |
| 6     | MED   | Paul Pogba           |     |
| 23    | MED   | Arturo Vidal         | 79' |
| 10    | DEL   | Carlos Tévez         |     |
| 9     | DEL   | Álvaro Morata        | 85' |
| D. T. | D. T. | Massimiliano Allegri |     |

| 1     | POR   | Marc-André ter Stegen |       |
| 22    | DEF   | Dani Alves            |       |
| 3     | DEF   | Gerard Piqué          |       |
| 14    | DEF   | Javier Mascherano     |       |
| 18    | DEF   | Jordi Alba            |       |
| 4     | MED   | Ivan Rakitić          | 90+1' |
| 5     | MED   | Sergio Busquets       |       |
| 8     | MED   | Andrés Iniesta        | 78'   |
| 10    | DEL   | Lionel Messi          |       |
| 9     | DEL   | Luis Suárez           | 90+6' |
| 11    | DEL   | Neymar                |       |
| D. T. | D. T. | Luis Enrique          |       |

| 37 | MED | Roberto Pereyra   | 79' |
| 14 | DEL | Fernando Llorente | 85' |
| 11 | DEL | Kingsley Coman    | 89' |

| 6  | MED | Xavi Hernández  | 78'   |
| 24 | DEF | Jérémy Mathieu  | 90+1' |
| 7  | DEL | Pedro Rodríguez | 90+6' |

| 55' | Álvaro Morata | 1:1 |

| 4' · 68' · 90+7' | Ivan Rakitić Luis Suárez Neymar | 0:1 1:2 1:3 |

| 11' · 41' | Arturo Vidal Paul Pogba |

| 70' | Luis Suárez |

| Principal  | Cüneyt Çakır   |
| Asistentes | Bahattin Duran |
|            | Tarik Ongun    |
| Cuarto     | Jonas Eriksson |

| Bandera de España       |
| Campeón F. C. Barcelona |
| 5.º título              |

## Estadísticas
En negrita los máximos goleadores de la competición.

### Goleadores
| Jugador                                  | Equipo              | Goles | Minutos |
| ---------------------------------------- | ------------------- | ----- | ------- |
| Neymar                                   | Barcelona           | 10    | 1026'   |
| Cristiano Ronaldo                        | Real Madrid         | 10    | 1065'   |
| Lionel Messi                             | Barcelona           | 10    | 1147'   |
| Luiz Adriano                             | Shakhtar Donetsk    | 9     | 628'    |
| Jackson Martínez                         | Oporto              | 8     | 629'    |
| Thomas Müller                            | Bayern Múnich       | 7     | 780'    |
| Luis Suárez                              | Barcelona           | 7     | 827'    |
| Carlos Tévez                             | Juventus            | 7     | 1156'   |
| Sergio Agüero                            | Manchester City     | 6     | 550'    |
| Karim Benzema                            | Real Madrid         | 6     | 667'    |
| Edinson Cavani                           | París Saint-Germain | 6     | 900'    |
| Robert Lewandowski                       | Bayern Múnich       | 6     | 932'    |
| Última actualización: 6 de junio de 2015 |                     |       |         |

### Máximos Asistentes
| Jugador                                  | Equipo             | Asistencias | Minutos |
| ---------------------------------------- | ------------------ | ----------- | ------- |
| Lionel Messi                             | Barcelona          | 6           | 1147'   |
| Andrés Iniesta                           | Barcelona          | 5           | 790'    |
| Bastian Schweinsteiger                   | Bayern Múnich      | 4           | 456'    |
| Cesc Fàbregas                            | Chelsea            | 4           | 696'    |
| Koke Resurrección                        | Atlético de Madrid | 4           | 833'    |
| Dani Alves                               | Barcelona          | 4           | 871'    |
| Cristiano Ronaldo                        | Real Madrid        | 4           | 1065'   |
| Pajtim Kasami                            | Olympiacos         | 3           | 391'    |
| Eden Hazard                              | Chelsea            | 3           | 654'    |
| Fabian Frei                              | Basel              | 3           | 670'    |
| Yacine Brahimi                           | Oporto             | 3           | 682'    |
| Luis Suárez                              | Barcelona          | 3           | 827'    |
| Última actualización: 6 de junio de 2015 |                    |             |         |

### Equipo ideal
El grupo de estudios técnicos de UEFA, seleccionó los siguientes 18 futbolistas como «Equipo Ideal» de la competición:
| Pos. | Jugador               | Club        |
| ---- | --------------------- | ----------- |
| POR  | Gianluigi Buffon      | Juventus    |
| POR  | Marc-André ter Stegen | Barcelona   |
| DEF  | Gerard Piqué          | Barcelona   |
| DEF  | Javier Mascherano     | Barcelona   |
| DEF  | Jordi Alba            | Barcelona   |
| DEF  | Branislav Ivanović    | Chelsea     |
| DEF  | Giorgio Chiellini     | Juventus    |
| MED  | Sergio Busquets       | Barcelona   |
| MED  | Andrés Iniesta        | Barcelona   |
| MED  | Toni Kroos            | Real Madrid |
| MED  | Ivan Rakitić          | Barcelona   |
| MED  | Andrea Pirlo          | Juventus    |
| MED  | Claudio Marchisio     | Juventus    |
| DEL  | Lionel Messi          | Barcelona   |
| DEL  | Neymar                | Barcelona   |
| DEL  | Luis Suárez           | Barcelona   |
| DEL  | Álvaro Morata         | Juventus    |
| DEL  | Cristiano Ronaldo     | Real Madrid |